# Изабела Перон
Марија Естела Мартинез де Перон (шп. María Estela Martínez de Perón; Ла Риоха, 4. фебруар 1931), боље позната као Изабела Мартинез де Перон, трећа је супруга аргентинског председника Хуан Перона. Након његове смрти служила је као председник Аргентине од 1. јула 1974. године до 24. марта 1976. године.

## Биографија
Рођена је у аргентинском граду Ла Риохи. Хуан Перон ју је упознао 1950-их у изгнанству у Панами, где је радила као плесачица у ноћном клубу. С њом се 1960. године оженио у Шпанији.
Када се Перон 1973. године вратио у Аргентину и кандидовао за председника, одабрао је Изабелу Перон као потпредседничког кандидата. Перон се надао да ће је народ прихватити исто као што је био прихватио Еву Перон, али то с Изабелом није био случај.
Након смрти мужа је наследила његов положај, али се испоставило да нема никаквог ауторитета. Аргентина је све више тонула у нереде и економску кризу, а перонистички покрет се поделио на леву и десну фракцију, чији су обрачуни прерасли у прљави рат.
Године 1976. ју је збацила војска и пет година држала у кућном притвору. Након тога је отишла у изгнанство у Шпанију.
Године 2006. у Аргентини започета је истрага због њене умешаности у ликвидације 500 и нестанке 600 левичарских политичара и активиста у периоду 1973—1976. године. Дана 12. јануара 2007. ухапшена је у Мадриду на темељу аргентинског налога за хапшење. Шпански суд је напослетку одбио њено изручење Аргентини.